# Association suisse des historiennes et historiens de l’art
L’Association suisse des historiennes et historiens de l’art (VKKS | ASHHA | ASSSA) est une association fondée en 1976 et dont le siège est à Berne. En tant qu’association professionnelle, elle représente et soutient les intérêts de ses membres dans les multiples domaines d’activité de l’histoire de l’art et des sciences de l’image.

## Objectifs
L’ASHHA a pour but d’entretenir et de promouvoir l’histoire de l’art en tant que discipline scientifique en Suisse. À cette fin, elle organise tant des colloques que des congrès, propose une large gamme de services spécifiques à la discipline et mène de la recherche sur le métier. Depuis sa fondation la discussion interdisciplinaire, c'est-à-dire la communication entre les différentes spécialités et des métiers de l'histoire de l'art est au cœur de sa mission.
Depuis sa création, l’encouragement de la relève fait partie des missions fondamentales de l’association. Grâce au soutien de la Fondation Alfred Richterich (Laufen), elle organise le Prix d’encouragement à la recherche en histoire de l’art, remis dans deux catégories : « Junior » et « Senior ». En 2020, l’ASHHA a lancé un programme de mentorat (phase pilote jusqu’en 2023),.

## Histoire
Florens Deuchler a été le premier président de l’association, fondée le 4 décembre 1976 à Genève. Si l’association considérait l’échange scientifique comme sa mission principale au cours de ses premières années, elle s’est progressivement engagée pour la sauvegarde du patrimoine culturel à partir des années 1980 et s’est davantage impliquée dans les débats en matière de politique culturelle dès les années 1990, notamment concernant les questions de rémunération. En 1994, sur décision de l’Assemblée générale, le nom initial d’Association suisse des historiens de l’art (ASHA) a été élargi par l’ajout du terme « historiennes » pour devenir la dénomination actuelle de l'organisation (ASHHA) dans un esprit paritaire,.

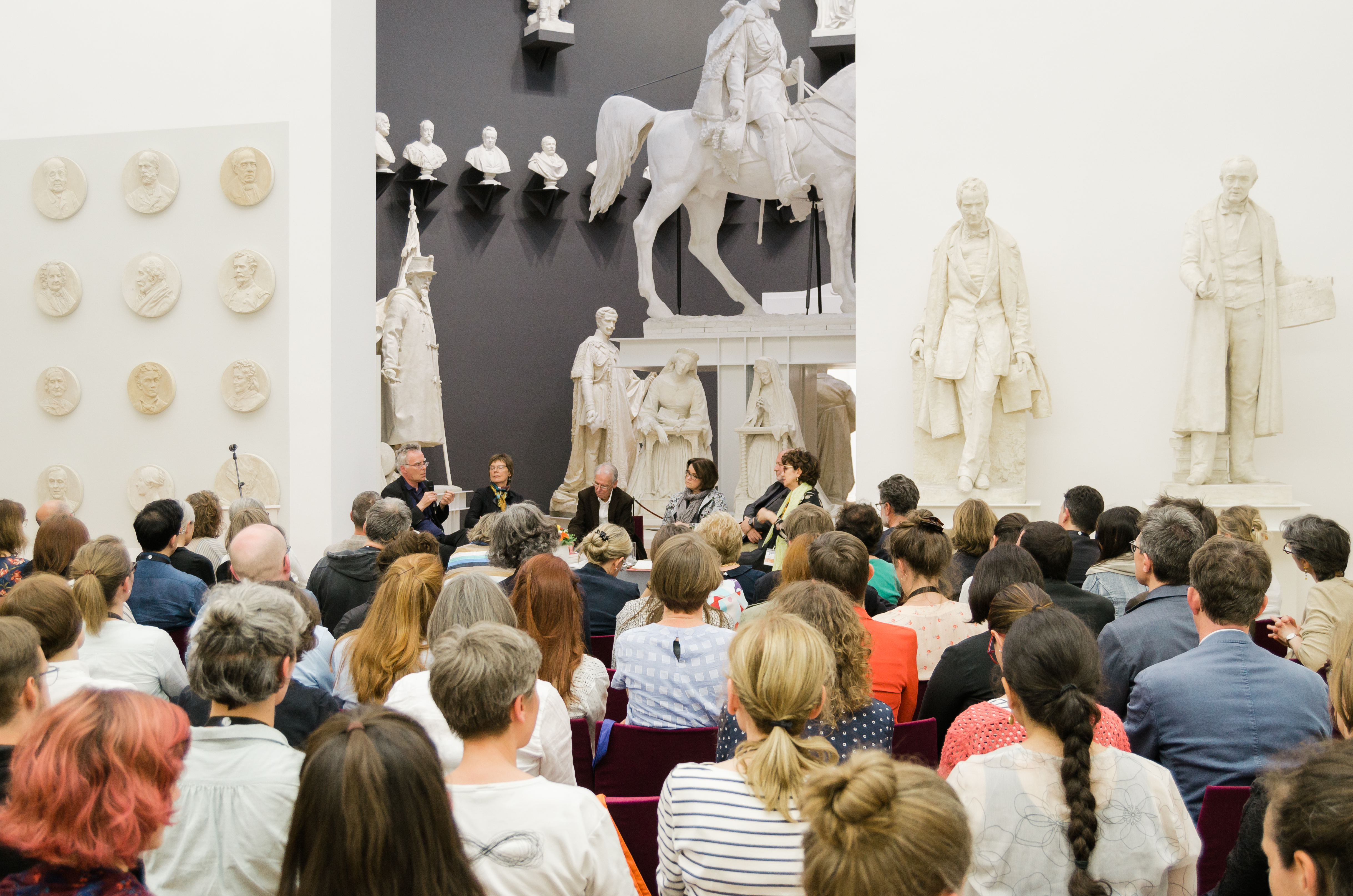
2019 Congrès académique de l'ASHHA à Mendrisio

Dès sa création, l’ASHHA a entretenu des relations avec d’autres groupes spécialisés en Suisse et à l’étranger. En 1981, le Comité national suisse du Comité International d’Histoire de l’Art (CIHA) a été fondé. En 1982, l’association a été admise au sein de la Société suisse des sciences humaines, devenue la principale organisation de soutien de l’ASHHA. L’augmentation continue du nombre de ses membres – de 131 affiliés en 1979 à 400 en 1993 – a nécessité une répartition ponctuelle des tâches entre les membres du comité. En 2010, l’ASHHA, qui comptait alors 1 000 membres, a organisé le premier « Congrès suisse en histoire de l’art » à Berne. Ce congrès triennal, qui a pour visée de constituer un forum de discussion sur les recherches en cours et a, dès 2019, accueilli un pays hôte, a eu lieu dans les universités de Lausanne (2013) et de Bâle (2016) ainsi qu’à Mendrisio (2019), avant de se tenir en 2022 à l’Université de Zurich. Parallèlement aux colloques thématiques annuels organisés depuis 1977, l’ASHHA encourage, par le biais de ces congrès suisses en histoire de l’art se déroulant sur plusieurs jours, la mise en réseau nationale et internationale au-delà des frontières disciplinaires.
Depuis 2014, le secrétariat de l’ASHHA se situe dans les locaux de la Société d'histoire de l'art en Suisse au 2 Pavillonweg à Berne. En 2022, l’ASHHA compte 1 650 membres.

## Organisation
L'Association suisse des historiennes et historiens de l’art est une association au sens des articles 60 et suivants du Code civil suisse. Les organes de cette association professionnelle sont l’Assemblée générale des membres, le Comité directeur, composé d’au moins sept personnes, le bureau et l’organe de révision.
Après Florens Deuchler (1976–1980), Oskar Bätschmann (1980–1986), Marcel Baumgartner (1986–1991), Monica Stucky (1991–1993), Luc Boissonnas (1993–2002), Barbara Nägeli (2002–2008), Peter J. Schneemann (2008–2011), Andreas Münch (2011–2014), Jan Blanc (2014–2018) et Marianne Burki (2018-2023) occupent le poste de président et présidente de l’ASHHA. Régine Bonnefoit préside l'association depuis 2023.

## Collaborations
L’ASHHA entretient des échanges étroits avec les organisations spécialisées et les musées dans l’ensemble des régions linguistiques du pays,. Elle collabore étroitement avec Articulations – Association suisse pour la relève en histoire de l’art et l’Institut suisse pour l’étude de l’art (SIK-ISEA). Parmi ses partenaires citons notamment les instituts d’histoire de l’art des universités suisses.
Par ailleurs, des événements réguliers sont organisés avec des hautes écoles d’art en Suisse, la Société d’histoire de l’art en Suisse, l’Association Internationale des Critiques d’Art, des groupes de travail dans le domaine de la conservation et de la restauration des monuments historiques ainsi qu’avec le Comité International d’Histoire de l’Art.